# Earl McCullouch
Earl Raymond McCullouch (* 10. Januar 1946 in Clarksville, Texas) ist ein ehemaliger US-amerikanischer Hürdenläufer, Sprinter und American-Football-Spieler.
1967 siegte er bei den Panamerikanischen Spielen in Winnipeg über 110 Meter Hürden und in der 4-mal-100-Meter-Staffel. Am 16. Juli 1967 stellte er in Minneapolis mit 13,2 s (elektronische Messung 13,43 s) den Weltrekord über 110 Meter Hürden ein. 1968 wurde er US-Meister über 110 Meter Hürden und US-Hallenmeister über 60 Yards Hürden. Für die University of Southern California (USC) startend wurde er 1967 und 1968 NCAA-Meister über 120 Yards Hürden bzw. 110 Meter Hürden und 1968 NCAA-Hallenmeister über 60 Yards Hürden.
Von 1968 bis 1974 spielte er in der National Football League (NFL) für die Detroit Lions und die New Orleans Saints als Wide Receiver. 1968 erhielt er den Rookie of the Year Award (Neuling des Jahres) in der Kategorie Offense.